# Posavje (Ljubljana)
Posavje ist der Name des Stadtbezirks 9 der slowenischen Hauptstadt Ljubljana.
Das Gebiet umfasst die nördlichen Teile von Ljubljana, d. h. die ehemaligen Vorstadtdörfer am rechten Ufer der Save Ježice, Savlje, Kleče, Mala vas, Stožice, die den zentralen Teil von Ljubljana Posavje und die neuere Blocksiedlung BS 7-Bratovševa mit ihrer unmittelbaren Umgebung. Der Name leitet sich ab von der früher für die Save-Dörfer gebräuchlichen Bezeichnung Ljubljansko Posavje (Ljubljana-Save-Tal)
Der Bezirk grenzt an die Stadtbezirke Šentvid und Dravlje im Westen, Šmarna gora im Norden, Črnuče im Osten, Šiška und Bežigrad im Süden. Er ist etwa fünf Kilometer vom Zentrum Ljubljanas entfernt.
An einigen Stellen (in Savlje und Kleče) ist der dörfliche Charakter erhalten geblieben. An anderer Stelle gibt es eine hohe Bevölkerungskonzentration, zum Beispiel in der Blocksiedlung BS 7 (Bežigrajska soseska 7). In Ježice gibt es auch einen kleineren Bereich älterer Einzelgebäude, der ständig mit neuen Häusern ergänzt wurde.

## Ortsteile und Sehenswürdigkeiten

### Ježica
In Ježica befindet sich direkt an der Save der einzige Autocampingplatz von Ljubljana.

### Stožice
In Stožice befindet sich mit dem Stadion Stožice das größte Fußballstadion von Slowenien. Weiterhin liegt in dem Stadtteil das 1957 gebaute Hippodrom von Ljubljana, in dem neben Pferderennen auch Großveranstaltungen stattfinden.